# فاطمه مجریطی

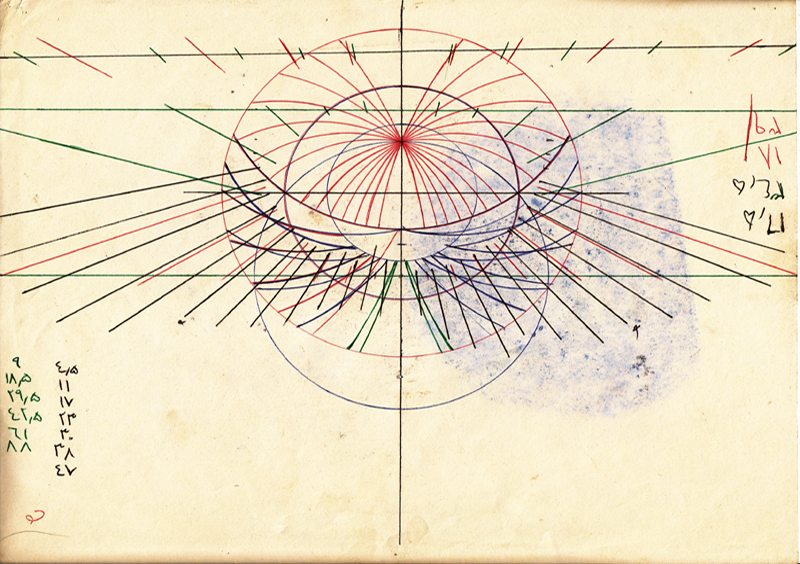
محاسبه با اسطرلاب، یکی از فنون محاسباتی فاطمه مجریطی است.

فاطمه مجریطی (مادریدی) به اسپانیولی: FAtima_de_Madrid؛ دانشمندی مسلمان در قرن ۴ و ۵ قمری بوده است.

## زندگی‌نامه
فاطمه مجریطی از زنان دانشمند خطه اندلس اسپانیا در قرن ۴ و ۵ قمری (۱۱ میلادی) بوده است. وی دختر ستاره‌شناس و منجم مشهور و پدرش حکیم مجریطی از دانشمندان بزرگ هم عصر ابن سینا و ابوریحان بیرونی است. پدر وی در سال ۳۹۷ ق درگذشته است و سال وفات فاطمه معلوم نیست ولی محتمل است در قرطبه مدفون باشد.